# Colus stimpsoni
Colus stimpsoni är en snäckart som först beskrevs av Mørch 1867.  Colus stimpsoni ingår i släktet Colus och familjen valthornssnäckor. Inga underarter finns listade i Catalogue of Life.